# Bulbophyllum subbullatum
Bulbophyllum subbullatum là một loài phong lan thuộc chi Bulbophyllum.